# عبدالله غانم المهندي
عبدالله غانم المهندي (7 أغسطس 1973-)، إعلامي وكاتب قطري. محام ورجل أعمال قطري، شغل منصب رئيس تحرير جريدة الراية (ما بين أكتوبر 2019 - سبتمبر 2023) وكان الرئيس التنفيذي لنادي الخور الرياضي والآن يشغل منصب مدير إدارة الجودة والتخطيط فضلاً عن مدير مكتب التعاون الدولي في المؤسسة القطرية للإعلام

## حياته
وُلِد المهندي في 7 أغسطس 1973 في الخور، وحصل على درجة البكالوريوس في القانون من جامعة بيروت العربية عام 2000. كما حصل على درجة الماجستير في القانون من جامعة مدريد المستقلة، ودبلوم في الإدارة الرياضية من جامعة القاهرة، ودبلوم في العلاقات العامة وإدارة الإعلام من جامعة هيوستن عام 2015.
بدأ مسيرته المهنية في الصحافة والإعلام عام 1991 عندما عمل مسؤولاً للعلاقات العامة في الديوان الأميري القطري من عام 1991 إلى عام 1995، ثم أصبح نائب رئيس العلاقات العامة في عام 1995 حتى عام 2009. ثم انتدب إلى الاتحاد القطري لكرة القدم كسكرتير للجنة المنتخبات الوطنية القطرية من عام 2000 إلى عام 2004. ثم كان مديرًا للشؤون القانونية في الاتحاد القطري لكرة القدم بين عامي 2005 - 2008، ثم مديرًا للشؤون القانونية في دوري نجوم قطر من عام 2008 إلى 2010. ثم الرئيس التنفيذي لنادي الخور الرياضي، ورئيس تحرير صحيفة الراية. كما شغل المهندي رئيس الشؤون المحلية في صحيفة الوطن، ورئيس تحرير الشؤون المحلية والقطاعات الاقتصادية فيها. وهو الآن العضو المنتدب والرئيس التنفيذي لمجموعة الألفية القابضة، والعضو المنتدب لمنطقة الشرق الاوسط وشمال افريقيا في شركة ComAve والمؤسس المشارك لشركة Sports Maker ، والمستشار القانوني في المؤسسة القطرية للإعلام، ومدير إدارة الجودة والتخطيط ومدير مكتب التعاون الدولي في المؤسسة القطرية للإعلام.

## شاهد أيضا
- جريدة الراية
- نادي الخور
- المؤسسة القطرية للإعلام